# مختصات شبکه فونیکس

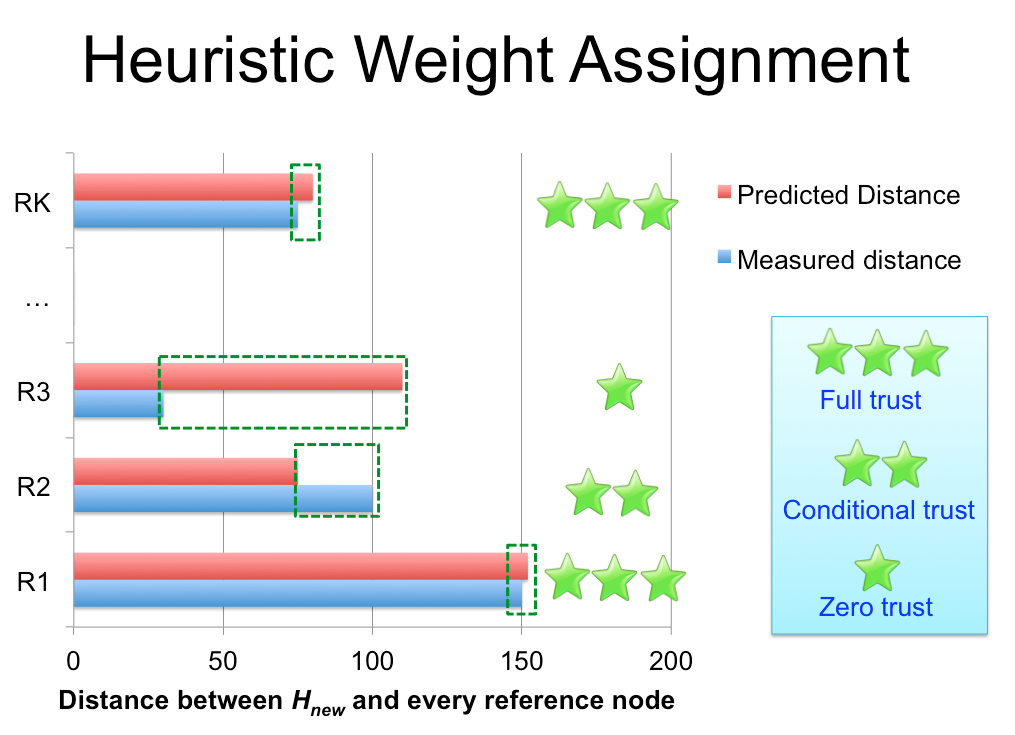
محاسبه وزن‌محور NC در Phoenix

Phoenix یک سیستم مختصات شبکه غیرمتمرکز بر اساس مدل تجزیه ماتریس است.

## پیش‌زمینه
- سیستم‌های مختصات شبکه (NC)[۲] یک مکانیسم کارآمد برای پیش‌بینی فاصله اینترنت (تاخیر رفت و برگشت) با اندازه‌گیری‌های مقیاس‌پذیر هستند. برای شبکه‌ای با N میزبان، با انجام O(N) اندازه‌گیری، همه فواصل N*N قابل پیش‌بینی هستند.
- موارد استفاده: Vuze بیت‌تورنت، چندپخشی در لایه کاربرد، پوشش PeerWise، بازی‌های آنلاین چندنفره.
- نقض نامساوی مثلثی (TIV) به دلیل مسیریابی فعلی غیر بهینه اینترنت به طور گسترده‌ای در اینترنت وجود دارد.

## مدل
- بیشتر سیستم‌های NC قبلی از مدل فاصله اقلیدسی استفاده می‌کنند، یعنی میزبان‌های N را در یک فضای اقلیدسی Rd در بعد d تعبیه می‌کنند. به دلیل وجود گسترده TIV در اینترنت، دقت پیش‌بینی این سیستم‌ها محدود است. Phoenix از مدل تجزیه ماتریس (MF) استفاده می‌کند که محدودیت TIV را ندارد.
- وابستگی خطی بین ردیف‌ها انگیزه تجزیه ماتریس فاصله اینترنت است، یعنی برای سیستمی با {\displaystyle N} گره اینترنتی، ماتریس فاصله اینترنتی {\displaystyle N\times N} می‌تواند به دو ماتریس کوچکتر تجزیه شود. {\displaystyle D\approx XY^{T}} که در آن {\displaystyle X} و {\displaystyle Y} ماتریس‌های {\displaystyle N\times d} هستند (d << N). این تجزیه ماتریس اساساً یک مسئله کاهش بعد خطی است و Phoenix تلاش می‌کند آن را به صورت توزیع‌شده حل کند.

## انتخاب‌های طراحی در Phoenix
- برخلاف سیستم‌های NC مبتنی بر MF موجود مانند IDES[۳] و DMF,[۴] Phoenix به هر NC مرجع یک وزن اختصاص می‌دهد و به NC‌هایی با مقادیر وزن بالاتر بیشتر اعتماد می‌کند. مکانیسم مبتنی بر وزن می‌تواند تأثیر انتشار خطا را به‌طور قابل توجهی کاهش دهد.
- برای کشف گره‌ها، Phoenix از یک طرح توزیع‌شده به نام مبادله همتا (PEX) استفاده می‌کند که در BitTorrent (پروتکل) استفاده می‌شود. استفاده از PEX بار روی ردیاب را کاهش می‌دهد، در حالی که دقت پیش‌بینی را تحت تغییر گره‌ها حفظ می‌کند.
- مشابه DMF، برای جلوگیری از احتمال انحراف NC‌ها، انتظام‌دهی (ریاضیات) در محاسبه NC معرفی شده است.
- NCShield[۵] یک سیستم اعتماد و سیستم شهرت غیرمتمرکز مبتنی بر شایعه برای تأمین امنیت Phoenix و سایر سیستم‌های NC مبتنی بر تجزیه ماتریس است.

## ببینید همچنین
- مختصات Vivaldi
- مختصات شبکه Pharos
- موقعیت‌یابی شبکه جهانی
- شبیه‌ساز منبع باز Phoenix